# Martin Solveig
Martin Picandet, mais conhecido como Martin Solveig (22 de setembro de 1976), é um DJ e produtor musical francês. Solveig também apresenta o programa de rádio C'est La Vie, que é transmitido para várias partes do mundo, incluindo no seu país natal.

## Carreira
Martin escolheu seu sobrenome artístico em homenagem à atriz francesa Solveig Dommartin.
Em 2011, Solveig foi oficialmente anunciado entre os produtores de MDNA, álbum de Madonna lançado em 23 de março de 2012.

## Discografia

### Álbuns de estúdio
| Hedonist                                                                                      | - Lançamento: 27 de junho de 2005 - Gravadora: ULM Electro - Formatos: CD, digital download | 43 | 99 | —  | —  |
| C'est la vie                                                                                  | - Lançamento: 2 de junho de 2008 - Gravadora: ULM Electro - Formatos: CD, digital download  | 16 | 23 | —  | 59 |
| Smash                                                                                         | - Lançamento: 13 de junho de 2011 - Gravadora: Mercury - Formatos: CD, digital download     | 18 | 37 | 84 | 77 |
| "—" indica que a gravação não foi incluída nas paradas ou não foi distribuída naquela região. |                                                                                             |    |    |    |    |

### Álbuns de compilação
| Título                                                                                        | Detalhe do álbum                                                                              | Posições em paradas músicais | Posições em paradas músicais | Posições em paradas músicais |
| Título                                                                                        | Detalhe do álbum                                                                              | FRA                          | BEL                          | SUÍ                          |
| --------------------------------------------------------------------------------------------- | --------------------------------------------------------------------------------------------- | ---------------------------- | ---------------------------- | ---------------------------- |
| So Far                                                                                        | - Lançamento: 4 de dezembro de 2006 - Gravadora: ULM Electro - Formatos: CD, digital download | 38                           | 100                          | 85                           |
| "—" indica que a gravação não foi incluída nas paradas ou não foi distribuída naquela região. |                                                                                               |                              |                              |                              |

## Singles

### Como artista principal
| Título                                                                                        | Ano  | Posições em paradas músicais | Posições em paradas músicais | Posições em paradas músicais | Posições em paradas músicais | Posições em paradas músicais | Posições em paradas músicais | Posições em paradas músicais | Posições em paradas músicais | Posições em paradas músicais | Posições em paradas músicais | Certificações                                                                 | Álbum             |
| Título                                                                                        | Ano  | FRA                          | ÁUS                          | AUT                          | BÉL                          | ALE                          | HOL                          | SUÉ                          | SUIÍ                         | UK                           | EUA                          | Certificações                                                                 | Álbum             |
| --------------------------------------------------------------------------------------------- | ---- | ---------------------------- | ---------------------------- | ---------------------------- | ---------------------------- | ---------------------------- | ---------------------------- | ---------------------------- | ---------------------------- | ---------------------------- | ---------------------------- | ----------------------------------------------------------------------------- | ----------------- |
| "Everybody"                                                                                   | 2005 | 37                           | 33                           | —                            | 27                           | —                            | —                            | —                            | —                            | 22                           | —                            |                                                                               | Hedonist          |
| "Jealousy"                                                                                    | 2006 | 36                           | —                            | —                            | 40                           | —                            | —                            | —                            | 60                           | 62                           | —                            |                                                                               | Hedonist          |
| "Rejection"                                                                                   | 2007 | 34                           | —                            | —                            | 2                            | —                            | —                            | —                            | 55                           | —                            | —                            |                                                                               | Hedonist          |
| "C'est la vie"                                                                                | 2008 | —                            | —                            | —                            | 9                            | —                            | —                            | —                            | 63                           | —                            | —                            |                                                                               | C'est la vie      |
| "I Want You" (featuring Lee Fields)                                                           | 2008 | 59                           | —                            | —                            | 37                           | —                            | —                            | —                            | —                            | —                            | —                            |                                                                               | C'est la vie      |
| "One.2.3.Four"                                                                                | 2008 | —                            | —                            | —                            | 7                            | —                            | —                            | —                            | —                            | —                            | —                            |                                                                               | C'est la vie      |
| "Boys & Girls" (featuring Dragonette)                                                         | 2009 | 17                           | —                            | —                            | —                            | —                            | —                            | —                            | —                            | —                            | —                            |                                                                               | C'est la vie      |
| "Hello" (with Dragonette)                                                                     | 2010 | 5                            | 13                           | 1                            | 2                            | 5                            | 1                            | 31                           | 10                           | 13                           | 46                           | - ARIA: 2× platina - BEA: platina - BPI: ouro - BVMI: platina - RIAA: platina | Smash             |
| "Ready 2 Go" (featuring Kele)                                                                 | 2011 | 20                           | —                            | 42                           | 40                           | 45                           | 52                           | —                            | 70                           | 48                           | —                            |                                                                               | Smash             |
| "Big In Japan" (with Dragonette featuring Idoling)                                            | 2011 | —                            | —                            | —                            | 22                           | —                            | —                            | —                            | —                            | —                            | —                            |                                                                               | Smash             |
| "The Night Out"                                                                               | 2012 | 78                           | —                            | —                            | 22                           | 71                           | —                            | —                            | —                            | 36                           | —                            |                                                                               | Smash             |
| "Hey Now" (with The Cataracs featuring Kyle)                                                  | 2013 | 55                           | —                            | 8                            | 43                           | 10                           | —                            | —                            | 38                           | —                            | —                            | - BVMI: ouro                                                                  | Non-album singles |
| "Blow" (with Laidback Luke)                                                                   | 2014 | —                            | —                            | —                            | 30                           | —                            | —                            | —                            | —                            | —                            | —                            |                                                                               | Non-album singles |
| "Intoxicated" (with GTA)                                                                      | 2015 | 15                           | —                            | 23                           | 8                            | 11                           | 11                           | —                            | 33                           | 5                            | —                            | - BEA: platina - BPI: platina - BVMI: platina                                 | Non-album singles |
| "+1" (featuring Sam White)                                                                    | 2015 | 31                           | —                            | —                            | 49                           | 38                           | 76                           | —                            | —                            | 51                           | —                            | - BPI: prata                                                                  | Non-album singles |
| "Do It Right" (featuring Tkay Maidza)                                                         | 2016 | 48                           | —                            | 72                           | 19                           | 41                           | —                            | —                            | —                            | 97                           | —                            | - SNEP: ouro - BPI: prata                                                     | Non-album singles |
| "Places" (featuring Ina Wroldsen)                                                             | 2016 | 56                           | —                            | 72                           | 24                           | 44                           | —                            | —                            | —                            | 27                           | —                            | - SNEP: ouro - BPI: platina                                                   | Non-album singles |
| "All Stars" (featuring Alma)                                                                  | 2017 | 27                           | —                            | 24                           | 4                            | 33                           | —                            | —                            | 94                           | 83                           | —                            | - SNEP: platina - BEA: ouro - BVMI: ouro                                      | Non-album singles |
| "My Love"                                                                                     | 2018 | 135                          | —                            | —                            | 22                           | —                            | —                            | —                            | —                            | —                            | —                            |                                                                               | Non-album singles |
| "Thing For You" (with David Guetta)                                                           | 2019 | —                            | —                            | —                            | —                            | —                            | —                            | —                            | —                            | 89                           | —                            |                                                                               | Non-album singles |
| "Juliet & Romeo" (with Roy Woods)                                                             | 2019 | —                            | —                            | —                            | 1                            | —                            | —                            | —                            | —                            | 51                           | —                            | - BPI: prata                                                                  | Non-album singles |
| "—" indica que a gravação não foi incluída nas paradas ou não foi distribuída naquela região. |      |                              |                              |                              |                              |                              |                              |                              |                              |                              |                              |                                                                               |                   |